# K-pop

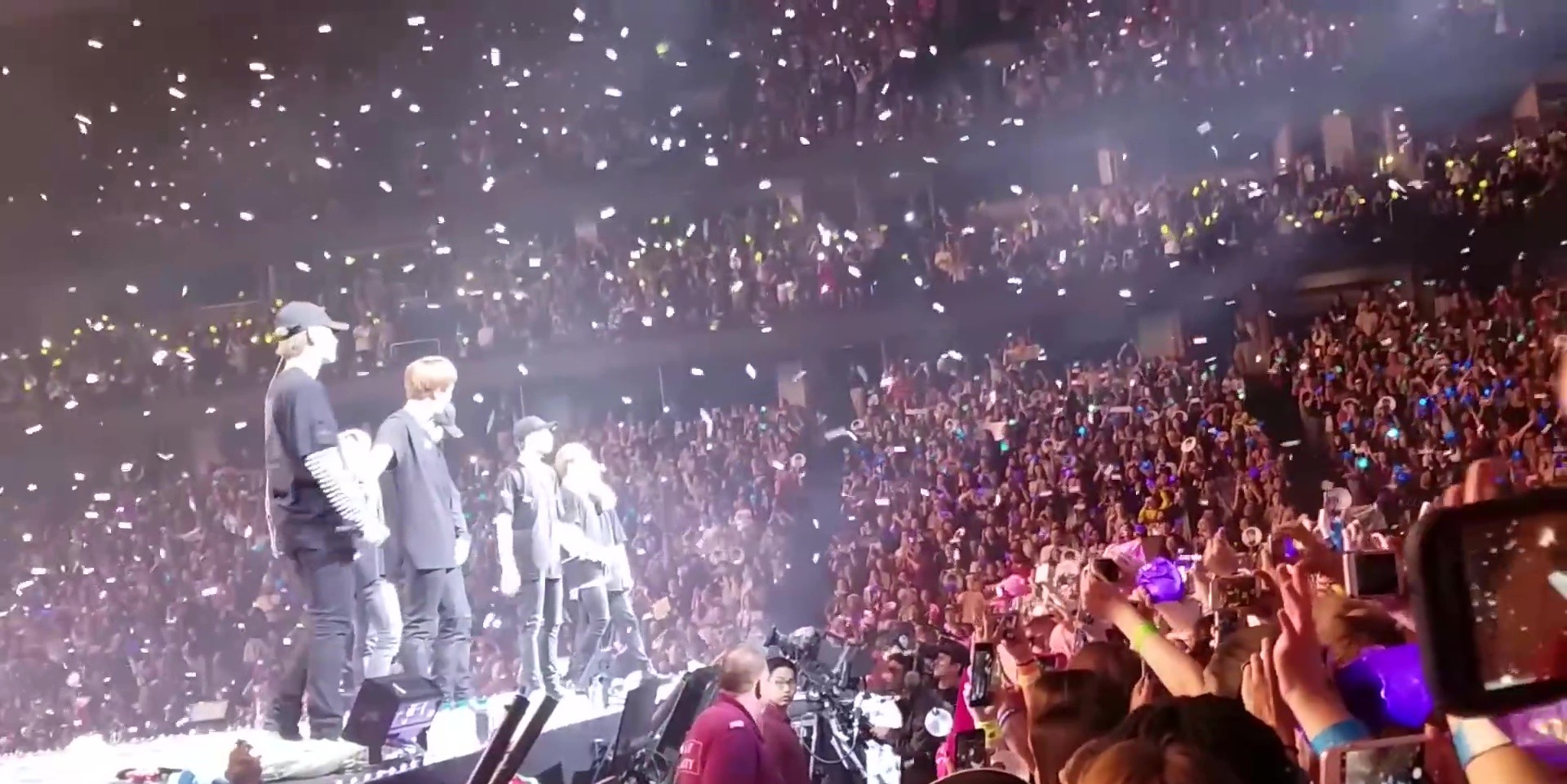
Группа BTS

K-pop (/keɪ pɔp/, аббревиатура от англ. Korean pop) — музыкальный жанр, возникший в Южной Корее и вобравший в себя элементы западного электропопа, хип-хопа, танцевальной музыки и современного ритм-н-блюза. Появившись изначально как музыкальный жанр, K-pop превратился в масштабную музыкальную субкультуру с миллионами поклонников во всём мире.
Согласно автору американского музыкального журнала Rolling Stone, K-pop представляет собой «смесь модной западной музыки и высокоэнергетического японского попа» и «охотится за головами слушателей при помощи повторяющихся „цеплялок“, иногда на английском языке». K-pop «идёт по линии смешения стилей, сочетает и пение, и рэп и делает особое ударение на действо и мощные визуальные эффекты». Хотя в самой Корее под этим термином могут пониматься почти любые направления корейской поп-музыки, за пределами страны под кей-попом понимается исключительно музыка, исполняемая так называемыми айдолами, схожими по своей концепции с японскими идолами, исполненная в смеси указанных выше жанров.
K-pop — не только музыка, а целая индустрия. Жанр перерос в популярную среди молодёжи всего мира субкультуру, движимую интересом к современной южнокорейской моде и стилям. Благодаря Интернету и доступности цифрового контента K-pop достигает широкой аудитории, прежде немыслимой. Поп-культура Южной Кореи сегодня является одним из движущих факторов молодёжной культуры в Азиатско-Тихоокеанском регионе, с особым акцентом на Китай, Гонконг, Японию, Тайвань и значительную часть Юго-Восточной Азии.

## Обзор
K-pop прошёл путь от малоизвестного вне азиатского региона музыкального жанра до громадной по популярности во всём мире молодёжной культуры. При этом, K-pop всегда шёл вслед за развитием корейской IT-индустрии, по максимуму используя новейшие разработки в области социальных сетей и мобильных устройств для своей популяризации. По мнению издания The New York Times, несмотря на то, что попытки корейских групп проникнуть на западный рынок были довольно успешными и до огромного расширения социальный сетей, в нынешний момент создание корейскими артистами своих аккаунтов на таких ресурсах как Twitter, Facebook, Instagram и других, позволило ознакомить с кей-попом намного более широкую аудиторию и активнее популяризовать жанр. Рост поклонников жанра отмечается во всём мире, и по мнению некоторых экспертов, кей-поп становится одним из важнейших частей экспорта Южной Кореи, влияя в том числе на популярность корейской культуры в мире.
BBC описывает корейские поп-группы Super Junior и Wonder Girls как «превосходно спродюсированные группы из сладких мальчиков и девочек с гибкими танцами и запоминающимися мелодиями». Клипы в этом жанре всегда необычайно красочны и поддерживают броские ритмы песен, а вокальные партии разнообразны, с сильным влиянием хип-хопа. Всё это подчёркивается ярким образом музыкантов и пышностью, театральностью выступлений на концертах. Танцы являются неотъемлемой частью кей-попа, во время исполнения певцы и певицы часто синхронизируют танец с пением, делая выступление более броским и походя в этом на западные бойз-бенды 1990-х.

## Фанатская поддержка
В Корее существует традиция, согласно которой фанаты дарят любимым музыкантам мешки риса, символизируя этим свою поддержку и уважение. По данным издания Time, для первого шоу BIG BANG в дар музыкантам было передано 12,7 тонн риса, подарки выложили в один ряд, назвав это «алтарём K-pop-айдолов». После этого были основаны компании, чья цель — убедиться, что рис попадёт любимому музыканту. Одна из них, «Ро Сынъгу», имеет 24 отделения в мире и сотрудничает с фермерами, от которых доставляет рис кораблём в пункт назначения. Другая возможность продемонстрировать поддержку любимому исполнителю — это прислать кумиру обед. Данная практика появилась после того, как многие поклонники были обеспокоены, что звёзды зачастую не могут поесть из-за напряжённого графика, после чего появились компании, специализирующиеся на доставке обедов.
Многие поклонники едут в организованные туры, чтобы увидеть вживую любимые группы, так например, множество поклонников приезжает на корейские концерты с помощью туров из Японии и Китая. Один раз, через K-Pop-тур в Сеул прилетело свыше 7000 поклонников, чтобы посмотреть выступление группы JYJ. Во время другого концерта этой группы множество поклонников со всего мира провели ночь в Барселоне, чтобы впоследствии попасть на выступление.
| |  |
| Слева: рис, подаренный фанатами из Германии в дар Ынхёку, участнику группы Super Junior. Справа: поклонницы группы в Дюссельдорфе |  |

## Организация и управление
Большинство групп данного жанра находятся в управлении единиц музыкальных агентств. Для того, чтобы гарантировать успех, подобные компании стараются в полной мере субсидировать и контролировать профессиональную жизнь и карьеру будущего исполнителя, тратя около 400 000 долларов на подготовку и «запуск» молодого исполнителя. По данным издания The Wall Street Journal, SM Entertainment, YG Entertainment, Big Hit Entertainment, JYP Entertainment, CUBE Entertainment и другие южнокорейские продюсерские центры разработали процесс подготовки молодых певцов и певиц для участия в музыкальном бизнесе. В большинстве случаев, будущие идолы входят в «систему» в возрасте 9-10 лет и живут вместе в доме, подчиняясь строгим правилам. Они посещают школу в течение дня и обучаются пению и хореографии по вечерам.

## Популярность и влияние
Посетив много разнообразных концертов, я был поражён корейской поп-музыкой. Постановка, хореография и исполнение были удивительны, но что ещё важнее, я почувствовал душу музыки. Корейскую музыку ждёт светлое будущее. (Куинси Джонс в интервью корейскому журналу).
По состоянию на 2022 год по данным отраслевого издания K-Pop Radar около 90 процентов всех слушателей K-pop живут за пределами Южной Кореи.
Крупнейшим потребителем корейской поп-музыки является Япония, данный жанр составляет 7,81 % от её музыкального рынка, и эта доля растёт. В 2011 году продажи продукции корейских исполнителей в стране превысили 300 миллионов долларов, что на 22 % выше, чем в прошлом году, невзирая на общее снижение продаж на японском музыкальном рынке.
Всё больше американских исполнителей соглашаются работать с корейскими, среди них такие известные музыканты как Канье Уэст и Jonas Brothers. Помимо этого, корейская поп-музыка была положительно оценена такими известными музыкальными продюсерами, как Куинси Джонс, Тэдди Райли, а также продюсером Грэмми Алишей Киз.
Журнал Billboard c 2011 года начал публиковать горячую сотню кей-попа (Billboard Korea K-pop Hot 100), а YouTube на встрече с президентом Южной Кореи объявил об открытии специального канала по адресу «youtube.com/KPOP». Нью-йоркский фестиваль корейской поп-музыки собрал более 40 000 посетителей, а французские концерты прошли с 14-тысячными аншлагами. Корейский певец Rain возглавил список ста влиятельнейших людей 2011 года по версии читателей журнала Time, а CNN назвала кей-поп третьей причиной посетить Корею. Big Bang попали в топ-10 сервиса iTunes и получили награду «Лучший мировой артист» на премий MTV EMA 2011, SHINee стали первой корейской группой, проведшей концерт в Лондоне, в то время как другие корейские группы начали часто появляться в топах немецкого MTV. Wonder Girls стали первой корейской поп-группой, которая вошла в Billboard Hot 100, заняв #76 строчку.
Успех корейской поп-индустрии аналитики связывают с тем, что её модель маркетинга отличается от мировой практики. Прежде всего это развитая система фан-клубов, тематических заведений и услуг для фанатов, а также активное участие кумиров в общении с поклонниками через социальные сети. Этому также способствовали активная поддержка и распространение продукции и информации через Интернет благодаря социальным сетям, порталам и видеоресурсам.

## Критика

### Управление и коррупция
Корейская поп-индустрия довольно часто подвергается критике. Тот факт, что крупные агентства стараются получить максимальную прибыль от молодых талантов и контрактами жёстко связывают карьеру певцов с собой, BBC назвала «контрактным рабством». С исполнителями часто заключают эксклюзивные контракты на многие годы, что по ряду мнений, невыгодно музыкантам в финансовом плане. Ведущие компании в этом бизнесе часто критикуются за попытку максимально заработать на музыкантах и планированием чрезмерных рабочих графиков. В июне 2009 года состоялся суд с участием SM Entertainment, которых обвиняли в злоупотреблении и создании слишком плотного рабочего графика члены TVXQ и Super Junior, в итоге чего суд вынес решение в пользу музыкантов.
В 2009 году, актриса Чан Чжа Ён, известная участием в популярной дораме «Мальчики краше цветов», покончила жизнь самоубийством и в прощальной записке обвинила менеджера и ряд директоров в склонении к сексуальным актам. В апреле 2012 года полиция арестовала владельца лейбла и агентства, предъявив ему обвинения в систематических сексуальных домогательствах и угрозах.
В 2002 году издание Time сообщило, что ряд корейских телевизионных продюсеров были арестованы по обвинению в организации системы расценок за гарантированные выступления для молодых групп и исполнителей. Согласно окружному прокурору Сеула Ким Кюхон, арест был лишь малой частью широкого расследования системной коррупции в корейском музыкальном бизнесе. Согласно изданию The Economist, коррупция процветает в корейском шоу-бизнесе, в 2011 году по обвинению в ней было арестовано 29 должностных лиц, связанных с радио и телевидением, а теневой доход от манипуляции служебным положением равняется более 30 миллионам вон .

### Творчество
Что касается музыкальных характеристик жанра, то здесь наибольшей критике подвергается конвейерный характер производства кей-поп-музыки, а также её коммерческая направленность. Некоторые критики также обвиняют исполнителей жанра в бездумной имитации американской поп-музыки, выделяя в корейской поп-музыке «поверхностные или просто бессмысленные тексты вперемешку с простыми фразами на английском языке, бесконечных подражателей более успешных исполнителей и общие отсутствие оригинальности». Другие же обвиняли жанр в искусственности и ориентированности на внешний эффект больше, чем на музыку.
Журнал «Нью-Йорк» замечает, что корейские гёрл-группы набирают девушек по внешним данным, которые затем улучшаются пластической хирургией, а песни назвал «легко запоминающимися, но неоригинальными». Основным фактором популярности этих групп журнал называет внешность участниц, а не музыку, при этом очень высоко отзываясь об их «скромности» и отношению к поклонникам. «Когда ты видишь их на сцене, создаётся впечатление, что они пришли к тебе лично».

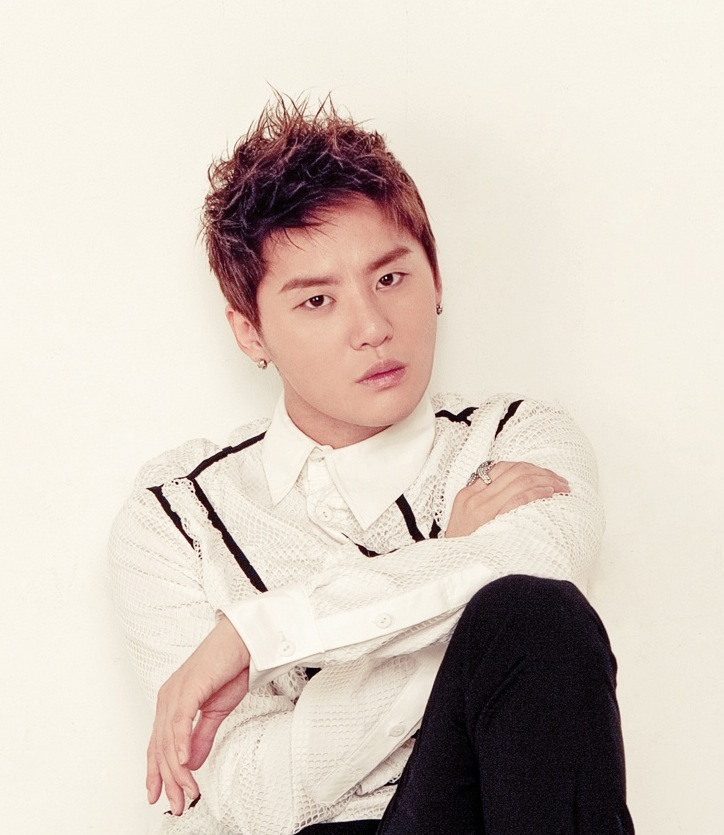
По словам Ким Джунсу, поклонницы неоднократно прикрепляли GPS к его машине, чтобы контролировать его передвижение.

Среди других проблем также называют пропаганду сексуального насилия, по мнению некоторых критиков, вызванную чрезмерной сексуализацией корейских исполнителей.

### Одержимые поклонники
Основным моментом в критике кей-попа является озабоченность одержимостью некоторых поклонников жанра, а также их импульсивность и склонность к вторжению в личную жизнь музыкантов. Для именования таких поклонников в Корее используется термин «сасэн», в основном к нему относят девочек и молодых девушек. Известно, что некоторые поклонницы нанимают такси для тайной слежки за своими кумирами, причём фирмы открыто предлагают свои услуги для подобного рода вещей. Корейские чиновники признали уникальность данной проблемы, а также выразили озабоченность ею.
На одной из пресс-конференций, участники JYJ подтвердили случаи подобного преследования, а также попыток вмешательства в их жизнь. По словам певцов, были неоднократные попытки взлома их домов, с фотографированием помещений и кражи личных вещей. Участники группы столкнулись с подобным явлением уже в 2004 году, когда вышел их дебютный альбом. Рядом с домом одного из участников группы, Пак Ючхона, поклонницы установили ряд скрытых видеокамер, а певцу Чон Юнхо из группы DBSK кто-то добавил в коктейль суперклей, после чего ему пришлось оказывать медицинскую помощь. Впоследствии оказалось, что за этим стоял один из ненавистников группы.

## Статистика

### Продажи и объём рынка
В 2009 году продажи кей-поп-индустрии оценивались в более чем 30 миллионов долларов. В том же году, продажи альбомов в этом жанре достигли 8,8 миллионов копий, и розничная стоимость индустрии составила примерно 97 миллионов долларов. Примерно в начале двухтысячных рынок корейской популярной музыки был почти уничтожен наступлением цифровой эпохи и распространения свободного обмена файлами. При этом, в 2006 году цифровой музыкальный рынок превысил физический, вместе с этим более половины продаж стали поступать с цифрового распространения музыки. Популяризация корейской поп-музыки на западе через социальные сети, также помогло увеличить доходы и вывести компании на американский рынок.
В 2011 году более 1100 альбомов было выпущено в Южной Корее, две трети песен на каждом альбоме включали элементы хип-хопа. Одна треть же включала элементы рока, кроссовера или фолка. На данный момент, это основные элементы корейской поп-музыки.
Кей-поп (в Корее), место среди музыкальных рынков мира
| Год  | Физические носители* | Цифровой контент |
| ---- | -------------------- | ---------------- |
| 2005 | 27                   |                  |
| 2006 | 27                   |                  |
| 2007 | 32                   | 23               |
| 2008 | 24                   |                  |
| 2009 | 24                   | 14               |
| 2010 | 21                   |                  |
| 2011 |                      | 11               |

* включая синглы, альбомы и DVD

### Просмотры на YouTube
Из 2,28 миллиардов просмотров корейских поп-музыкальных видео на YouTube в 2011 году 240 миллионов пришлось на США, что больше чем вдвое превышает цифру 2010 года (94 из общих 800 миллионов).
На 25 августа 2012 года из общего числа просмотров видео «Gangnam Style» 47 % составляли просмотры из США, 7 % из Великобритании, 6,8 % из Канады и 4 % из Южной Кореи.